# 베아트리스 알더
베아트리스 알더(Beatrice Alda, 1961년 8월 10일 ~ )는 미국의 배우, 영화배우이다.
뉴욕에서 태어났다.

## 영화
- 사랑 교체 (1988년)
- 사계절 (1981년)